# Răzvan Raţ
Răzvan Dincă Raţ (Slatina, 26. svibnja 1981.) je rumunjski umirovljeni nogometaš. Rumunjsku nogometni izbornik objavio je u svibnju 2016. popis za nastup na Europskom prvenstvu u Francuskoj, na kojem je se nalazio Raţ.

## Odlike
- Ukrajinska prva liga: 2005., 2006. (Šahtar Donjeck)
- Ukrajinski kup: 2004. (Šahtar Donjeck)
- Ukrajinski superkup: 2005. (Šahtar Donjeck)
- Rumunjska Divizia A:1999., 2003. (Rapid Bukurešt)
- Rumunjski kup: 2002. (Rapid Bukurešt)
- Rumunjski superkup:2002. (Rapid Bukurešt)